# 第一次文翠珊內閣
文翠珊在2016年7月13日接替戴维·卡梅伦出任英国首相，她在成功籌組新政府後，將會公佈新政府的內閣名單。

## 文翠珊內閣 （2016年7月－2017年6月）
| 部門職務                                  | 部門首長                        | 任期       |
| ----------------------------------------- | ------------------------------- | ---------- |
| 内閣大臣                                  |                                 |            |
| 首相 第一財政大臣 公務員事務部長          | 文翠珊議員閣下                  | 2016－2017 |
| 財政大臣                                  | 夏文達議員閣下                  | 2016－2017 |
| 內政大臣                                  | 盧綺婷議員閣下                  | 2016－2017 |
| 外交及聯邦事務大臣                        | 鲍里斯·约翰逊議員               | 2016－2017 |
| 國防大臣                                  | 房應麟議員閣下                  | 2014－2017 |
| 大法官 司法大臣                           | 卓慧思議員閣下                  | 2016－2017 |
| 教育大臣 婦女及平等事務部長               | 簡意寧議員閣下                  | 2016－2017 |
| 退出欧洲联盟事务大臣                      | 戴德偉議員閣下                  | 2016－2017 |
| 國際貿易大臣 貿易委員會主席               | 霍理林議員閣下                  | 2016－2017 |
| 商業能源及工業策略大臣                    | 祈國光議員閣下                  | 2016－2017 |
| 衛生大臣                                  | 侯俊偉議員閣下                  | 2012－2017 |
| 就業及退休保障大臣                        | 祈達文議員閣下                  | 2016－2017 |
| 上議院領袖 掌璽大臣                       | 寶園的埃文斯女男爵娜塔莉·埃文斯 | 2016－2017 |
| 運輸大臣                                  | 克里斯·葛瑞林議員閣下           | 2016－2017 |
| 社區及地方政府事务大臣                    | 薩吉德·賈偉德議員閣下           | 2016－2017 |
| 下議院領袖 樞密院議長                     | 李達德議員                      | 2016－2017 |
| 蘇格蘭事務大臣                            | 戴維·蒙戴爾議員閣下             | 2015－2017 |
| 威爾斯事務大臣                            | 阿龍·凱恩斯議員閣下             | 2016－2017 |
| 北愛爾蘭事務大臣                          | 詹姆斯·布魯克肖爾議員           | 2016－2017 |
| 环境、食品和乡村事务大臣                  | 利雅華議員閣下                  | 2016－2017 |
| 國際發展大臣                              | 普丽蒂·帕特尔議員閣下           | 2016－2017 |
| 文化、媒体和体育大臣                      | 卡倫·布拉德利議員閣下           | 2016－2017 |
| 列席内閣                                  |                                 |            |
| 財政部首席秘書                            | 大衛·高克議員閣下               | 2016－2017 |
| 內閣辦公廳國務大臣 財政部主計長           | 本·格默議員閣下                 | 2016－2017 |
| 檢察總長                                  | 衛俊明議員閣下QC                | 2014－2017 |
| 財政部國會秘書 下議院國會議員領袖         | 加文·威廉姆森議員閣下           | 2016－2017 |
| 蘭斯特公爵領地事務大臣 保守黨主席（義務） | 帕特里克·麦克洛克林議員閣下     | 2016－2017 |